# Murupi linearis
Murupi linearis är en skalbaggsart som beskrevs av Martins och Maria Helena M. Galileo 1998. Murupi linearis ingår i släktet Murupi och familjen långhorningar. Inga underarter finns listade i Catalogue of Life.